# Шутков, Фёдор Васильевич
Фёдор Васи́льевич Шутко́в (15 февраля 1924, дер. Шипилово, Московская губерния, РСФСР, СССР — 18 декабря 2001) — советский яхтсмен, первый чемпион Олимпийских игр по парусному спорту в СССР, победитель чемпионата Европы и Северной Африки, заслуженный мастер спорта СССР (1960), заслуженный тренер РСФСР.

## Биография
Работал трактористом в колхозе до 1942 года. С 1942 по 1944 год служил стрелком-мотористом на катере в 70-м погранотряде на реке Амур в Казакевичево. В 1944 году погранотряд был переведён на Чёрное море, где Шутков был участником боёв в Днепровском лимане и за освобождение Одессы. Получил тяжёлое ранение и после госпиталя был направлен служить в Москву. Служба проходила на катере первого заместителя Министра внутренних дел СССР Серова И. А.. Демобилизован в 1949 г., работал мотористом на водном стадионе «Динамо».
В 1992 году признан инвалидом Великой Отечественной войны.
Выступал с 1946 по 1952 годы за «Динамо» (Москва), а с 1953 года за ЦСК ВМФ (Москва).
Увлекался бегом на длинные дистанции, тренируясь вместе с Владимиром Куцем.
23-кратный чемпион СССР:
- Класс «Л-3» — 1 титул: 1948
- Класс «Л-4» — 1 титул: 1951
- «Звёздный» — 13 титулов: 1953—1962, 1964—1965, 1969
- Неоднократный чемпион СССР по буерному спорту.

Принимал участие в пяти Олимпиадах:
- 1952 — «6mR», матрос (экипаж: Николай Ермаков, Кирилл Кожевников, Борис Лобашков, Николай Матвеев) — 11 место

Достаточно вспомнить о самоотверженном поступке матроса Ф. Шуткова из экипажа Ермакова. Во время одной из гонок, проходившей при свежем ветре, на «Цирцее» соскочила с места краспица. Шутков быстро взобрался на мачту, установил краспицу на место и целых три часа удерживал её руками, чтобы не прерывать гонку.
— 
- 1956 — «Звёздный», матрос (рулевой — Тимир Пинегин) — 8 место
- 1960 — «Звёздный», матрос (рулевой — Тимир Пинегин) — 1 место
- 1964 — «Звёздный», матрос (рулевой — Тимир Пинегин) — 5 место
- 1968 — «Звёздный», матрос (рулевой — Тимир Пинегин)- 16 место

Скончался 18 декабря 2001 года. Похоронен на Красногорском кладбище.

## Награды
- Орден «Знак Почёта» (16.09.1960) — за успешные выступления в XVII летних и VIII зимних Олимпийских играх 1960 года, а также за выдающиеся спортивные достижения[8]
- Орден Трудового Красного Знамени
- Орден Отечественной войны II-й степени
- медали[9].